# 三菱食品
三菱食品（日语：三菱食品株式会社）是一家日本食品加工公司，總部位於東京都文京區。

## 历史
创建于1925年，属于三菱集团全资子公司。第二次世界大战后被驻日盟军总司令下令财阀解体，1947年11月三菱商事要被分拆为139个公司。。1954年三菱商事又重新回归三菱集团。1969年合并山田商事，改名为北洋商事株式会社。2011年合并一系列公司，之后改名为三菱食品株式会社。